# رداع (شهر)
 رداع  شهری تاریخی از توابع استان ذَمار در کشور یمن  است. گویند این شهر از باقی ماندهٔ بناهای ساسانیان در این کشور است. همچنین روایت است که ( وادی اَلنَمل ) که در قرآن مذکور است و پیامبر «سلیمان»، وجنوده از آن گذر نموده در این مکان واقع بوده‌است. وداستان آن در قرآن معروف است.
- از مشاهیر این شهر می‌توان از صاحب کتاب:(أرجوزة فی الحج «الرداعیة») احمد بن عیسی الخولانی الرادعی نام برد، وی یکی از مشهورترین أعلام رداع بوده‌است.